# Nikolai Mordvinov (acteur)
Pour les articles homonymes, voir Mordvinov et Nikolaï Mordvinov.
Nikolaï Dmitrievitch Mordvinov (Никола́й Дми́триевич Мордви́нов), né le 15 février 1901 à Iadrine et mort le 27 janvier 1966 à Moscou, est un acteur et metteur en scène soviétique.   

## Biographie
Nikolaï Mordvinov est apparu dans neuf films entre 1936 et 1965. Il faisait partie de la troupe du Théâtre dramatique académique Maxime Gorki de Rostov.

## Filmographie (sélection)
| Année | Titre                       | Rôle                                   | Remarques |
| ----- | --------------------------- | -------------------------------------- | --------- |
| 1941  | Bogdan Khmelnitski          | Bogdan Khmelnitski                     |           |
| 1941  | Mascarade                   | Ievgueni Arbénine (ru)                 |           |
| 1942  | Kotovski                    | Grigori Kotovski                       |           |
| 1942  | Un gars de notre ville      | Alexeï Petrovitch Vasnetsov            |           |
| 1949  | La Chute de Berlin          | Lavrenti Beria                         |           |
| 1950  | Les Lumières de Bakou       | Lavrenti Beria (non repris au montage) |           |
| 1950  | Les Audacieux               | Kojine                                 |           |
| 1951  | Les Mineurs de Donetsk (en) | Lavrenti Beria                         |           |